# Ventafocs per un dia
Ventafocs per un dia (títol original en anglès, Lying to Be Perfect) és una pel·lícula feta per a la televisió de la xarxa Lifetime basada en la novel·la The Cinderella Pact de Sarah Strohmeyer. S'ha doblat al català.

## Repartiment
- Poppy Montgomery com a Nola Devlin
- Adam Kaufman com a Alex Stanson Jr.
- Chelah Horsdal com a Nancy
- Audrey Wasilewski com a Deb
- Michelle Harrison com a Lori
- Gabrielle Rose com a Charlotte